# Шаекин, Рауан Михайлович
Рауан Михайлович Шаекин (род. 12 июля 1962; Каркаралинск, Карагандинская область) — казахстанский политический и общественный деятель. Депутат Мажилиса Парламента Республики Казахстан (1999—2016).

## Биография
Рауан Михайлович Шаекин Родился в 1962 году в г. Каркаралинске Карагандинской области. 
В 1983 году окончил Карагандинскую высшую школу Министерства внутренних дел СССР по специальности юрист.
В 1998 году окончил Карагандинский государственный университет им. Е. А. Букетова по специальности экономист.
В 2004 году окончил Академию дипломатической службы Евразийского государственного университета имени Л.Н. Гумилева по специальности «Международные отношения» и получил квалификацию специалиста в области международных отношений.
В 2006 году защитил учёное звание кандидата юридических наук, тема диссертации: «Конституционные основы функционирования политической системы Республики Казахстан».

## Трудовая деятельность
С 1979 по 1987 годы — Следователь Октябрьского РОВД г. Караганды.
С 1987 по 1994 годы — Адвокат Карагандинской областной коллегии адвокатов.
С 1994 по 1996 годы — Юрисконсульт СП «Kazamеta», генеральный директор ТОО «Фатекс-Казамета».
С 1996 по 1999 годы — Президент концерна «Азия-Центр».

## Выборные должности, депутатство
С 1999 по 2004 годы — Депутат Мажилиса Парламента Республики Казахстан ІІ созыва, член Комитета по экономической реформе и региональному развитию.
С 2004 по 2007 годы — Депутат Мажилиса Парламента Республики Казахстан ІІІ созыва от избирательного округа № 40 Карагандинской области, член Комитета по экономической реформе и региональному развитию.
С 2007 по 2011 годы — Депутат Мажилиса Парламента Республики Казахстан IV созыва по партийному списку Народно-Демократической партии «Нур Отан», член комитета по аграрным вопросам.
С 2012 по 2016 годы — Депутат Мажилиса Парламента Республики Казахстан V созыва по партийному списку Народно-Демократической партии «Нур Отан».

## Награды и звания
- Медаль «Шапагат» (2001)[1]
- Орден Курмет (2006)[2]
- Орден «Содружество» (30 мая 2007 года, Межпарламентская ассамблея СНГ) — за активное участие в деятельности Межпарламентской Ассамблеи и её органов, вклад в укрепление дружбы между народами государств — участников Содружества[3]
- Почётный гражданин Осакаровского района (Карагандинская область)
- Почётная грамота МПА ЕврАзЭС (2010)[4]
- Медаль «МПА СНГ. 25 лет» (27 марта 2017 года, Межпарламентская ассамблея СНГ) — за заслуги в деле развития и укрепления парламентаризма, за вклад в развитие и совершенствование правовых основ функционирования Содружества Независимых Государств, укрепление международных связей и межпарламентского сотрудничества[5]

- Государственные и правительственные медали
- 2001 — Медаль «10 лет независимости Республики Казахстан»
- 2005 — Медаль «10 лет Конституции Республики Казахстан»
- 2006 — Медаль «10 лет Парламенту Республики Казахстан»
- 2008 — Медаль «10 лет Астане»
- 2011 — Медаль «20 лет независимости Республики Казахстан»

## Семья
- Женат. Жена: Мустафина Лейла Джумановна, 1965 года рождения, адвокат.
- Сыновья - Рустам Шаекин Рауанович (1986 г.), Ансар Шаекин Рауанович (2002 г.).